# Harry Watson (Radsportler)
Harry Watson (* 13. Juni 1904; † 25. Dezember 1996) war ein neuseeländischer Radrennfahrer.

## Sportliche Laufbahn
Watson war der erste Radrennfahrer aus Neuseeland, der an der Tour de France teilnahm. Er startete in der Tour 1928 und kam auf den 28. Rang der Gesamtwertung. Watson fuhr für das Radsportteam Ravat-Wonder-Dunlop gemeinsam mit den Australiern Hubert Oppermann, Perry Osborne und Ernest Brainbridge. Er blieb noch acht Monate in Europa und bestritt einige Rennen. Danach kehrte er nach Neuseeland zurück.
1923 fuhr er das traditionsreiche Rennen Melbourne to Warrnambool und wurde Sechster. Im australischen Etappenrennen Grand Prix Dunlop 1927 wurde er Zweiter hinter Hubert Oppermann. Das Rennen Centenary 1000 1934 beendete er auf dem 2. Platz.
1935 gewann er das Eintagesrennen Aranaki Around-the-Mountain Road Race. 1937 trat er von Radsport zurück.